# 대구시티투어버스
대구시티투어버스(Daegu City Tour Bus)는 대한민국의 대구광역시가 도시관광을 활성화하기 위해 2011년 세계 육상 선수권 대회를 앞두고 도입한 도심을 순환하는 2층 버스 차량이자 노선이다. 2010년 3월 12일부터 3월 27일까지 시범 운행하여 4월 1일부터 정식 운행에 들어갔으며, 월요일을 제외한 매일 오전 9시부터 오후 17시50분 1시간간격으로 하루 7회 운행

## 노선 정보
- 도심순환    1일 12개소
- 명소를경유하는 것이 특징이다.

동대구역 → 대구국제공항    →  경상감영공원 → 약령시 → 두류공원(이월드) → 서문시장 → 2.28기념중앙공원 → 국채보상운동기념공원(한국은행 화폐전시장) → 국립대구박물관 → 동대구역

### 이용 요금
| 요금(원) | 일반(대학생 포함)                                                     | 중·고등학생 | 노인(65세 이상)·초등학생·국가유공자·장애인 |
| -------- | --------------------------------------------------------------------- | ----------- | ------------------------------------------ |
| 요금(원) | 10,000                                                                | 8,000       | 6,000                                      |
| 요금(원) | 열차·고속버스승차권 소지자나 호텔숙박권 소지 화외국인은 20% 할인 적용 |             |                                            |

## 같이 보기
- 부산시티투어버스